# Megachile parornata
Megachile parornata is een vliesvleugelig insect uit de familie Megachilidae. De wetenschappelijke naam van de soort werd voor het eerst geldig gepubliceerd in 2020 door Chatthanabun, Warrit en As.